# NGC 2574
NGC 2574 је спирална галаксија у сазвежђу Хидра која се налази на NGC листи објеката дубоког неба.
Деклинација објекта је - 8° 55' 6" а ректасцензија 8h 20m 48,1s. Привидна величина (магнитуда) објекта NGC 2574 износи 12,9 а фотографска магнитуда 13,7. NGC 2574 је још познат и под ознакама MCG -1-22-3, IRAS 08183-0845, PGC 23418.